# Міхалово (Слупський повіт)
Міхалово (пол. Michałowo) — село в Польщі, у гміні Ґлувчиці Слупського повіту Поморського воєводства.
У 1975-1998 роках село належало до Слупського воєводства.